# Gastrotheca helenae
Rana marsupial del Tama (Gastrotheca helenae) es una especie de anfibios de la familia Amphignathodontidae.
Habita en Colombia y Venezuela.
Su hábitat natural incluye montanos tropicales o subtropicales secos, zonas de arbustos a gran altitud y zonas previamente boscosas ahora muy degradadas.